# 金家寨立煌戰鬥
金家寨立煌戰鬥發生於1930年12月21日，地點則是在中國皖西。是第一次国共内战主要戰鬥之一。該戰鬥交戰一方為親中華民國國民革命軍之安徽地方民團部，另一方則為中國共產黨所領導之中國工農紅軍。